# 羽黒神社 (倉敷市)
羽黒神社（はぐろじんじゃ）は、岡山県倉敷市玉島にある神社である。

## 由緒
当社は玉島旧市街の真中の小高い羽黒山にある神社で、かつては瀬戸内海の小さな島であった。万治元年（1658年）備中松山藩主の水谷勝隆が玉島地方の新田開発の際、出羽国羽黒山の出羽神社を勧請し建立した。その後、商港として繁栄した玉島湊周辺の住人や湊に出入りした北前舟などの商人に信仰を集め、2代目藩主水谷勝宗により寛文5年（1665年）に社殿が改築された。
現在の本殿は嘉永3年（1845年）、拝殿は安政4年（1852年）に再建されたものである。また、昭和45年（1970年）から昭和48年にかけて第二次世界大戦時に掘られた防空壕処理のため羽黒神社会館を建設し、その屋上が境内として拡張されている。

## 祭神
玉依姫命、素戔烏尊、大国主神、事代主神

## 神徳
福徳成就・縁結び・商売繁盛

### 祭事
- 5月第2土・日曜日 : 住吉神社・水谷神社御例祭
- 8月第1金・土曜日 : 天神祭
- 10月第2土・日曜日 : 秋季例大祭

※本殿周囲に七福神が祀られ毎年4月第1日曜日の祈年祭に合わせて七福神祭が行われる。

## 交通
- 山陽本線新倉敷駅から南へ２km
- 玉島中央町バス停から徒歩２分